# Águas de São Pedro
Águas de São Pedro ([ˈaɡwas di sɐ̃w̃ ˈpedɾu]?) er en by og amt (município) i den brasilianske delstat São Paulo.